# كيفن رولان
كيفن رولان (بالفرنسية: Kevin Rolland)‏ هو متزحلق حر فرنسي، ولد في 10 أغسطس 1989 في بوغ سان موريس في فرنسا.

## وصلات خارجية
- كيفن رولان على موقع الاتحاد الدولي للتزلج (التزلج الحر) (الإنجليزية)
- كيفن رولان على موقع اللجنة الأولمبية الدولية (الإنجليزية)
- كيفن رولان على موقع أوليمبيديا (الإنجليزية)
- كيفن رولان على موقع اللجنة الأولمبية الفرنسية (مؤرشف) (الفرنسية)
- كيفن رولان على موقع ألعاب إكس (مؤرشف) (الإنجليزية)